# Ганущак Юрій Іванович
Ю́рій Іва́нович Гануща́к (нар. 2 квітня 1961, Коломия, Івано-Франківська область) — український політик. Народний депутат України (6 скликання).

## Біографічні відомості
Станом на 2007 рік проживав у Хмельницькому й очолював ТОВ «Хмельницька інформаційна мережа».
До посади народного депутата України, Юрій Ганущак зарекомендував себе як експерт з питань місцевого самоврядування та адміністративної реформи.

### Освіта
1978 року закінчив Київську фізико-математичну школу-інтернат.
1983 року закінчив фізичний факультет Київського державного університету за фахом інженер-оптик-дослідник. Пізніше Інститут державного управління і самоврядування при Кабінеті Міністрів України за спеціальністю «економіка». Ще одну освіту — «управління територіями», отримав у Міжнародному інституті публічного управління в Парижі (1994–1995).

### Кар'єра
З трудової біографії Ганущака відомо, що в радянські часи з 1983 до 1991 року він працював інженером на Хмельницькому радіотехнічному заводі. 1990–1994 — депутат Хмельницької міської ради. 1991 року пішов у міську владу, і шість років пропрацював у її структурах.
1996–2008 — засновник ТОВ «Хмельницька інформаційна мережа».
З 1997 року —  в недержавних організаціях, працюючи консультантом програм американської допомоги Україна АМР (USAID). Пропрацювавши в цій організації шість років, Ганущак  пішов у  проєкти з охорони здоров'я.
Один з розробників Бюджетного кодексу (під керівництвом Юлії Тимошенко) та учасник Групи експертів Ради Європи з питань впровадження Хартії місцевого самоврядування, консультант фракції «БЮТ/Батьківщина» у Верховній Раді України з питань бюджету та місцевого самоврядування.
З 2003 до 2008 року — консультант Асоціації міст України з питань бюджету.
З 2004 до 2006 року був менеджером з питань закупівель проєкту «Контроль за СНІДом і туберкульозом», що фінансувався Світовим банком.
У 2006 році перейшов на роботу в Асоціацію міст України на пост експерта з питань бюджету.
На дострокових парламентських виборах 2007 року (179 місце в списку БЮТ).
У 2007 році Юрій Ганущак призначений на посаду директора департаменту місцевого самоврядування та адміністративно-територіального устрою Міністерства регіонального будівництва. Подав у відставку після призначення нового уряду.
З 18 жовтня 2011 до 12 грудня 2012 — народний депутат України 6-го скликання. Член фракції «БЮТ — Батьківщина». Член Комітету з питань бюджету

Розробив ряд законопроєктів з питань реформування місцевого самоврядування, бюджету, державних закупівель.
Бюджетні параметри - одні з найважливіших, але наявність інфраструктури та кадрового потенціалу теж суттєві.
Один з розробників теорії децентралізації та територіальної організації виконавчої влади. Його розробки застосовуються при впровадженні реформи децентралізації в Україні. [Архівовано 21 липня 2019 у Wayback Machine.] [Архівовано 21 липня 2019 у Wayback Machine.]
«Це той шлях, який є реальним для України. Органи місцевого самоврядування не допустять безгосподарського ставлення до землі, тому що вони зацікавлені у високих надходженнях від податків», – констатував фахівець.
Одружений. Має двох дітей.
Рідна мова — українська. Вільно володіє англійською, французькою.
Захоплюється гірськими лижами.

## Нагороди та державні ранги
22 лютого 2008 року Ганущак отримав 5 ранг держслужбовця, а 24 лютого 2010 року — 4 ранг.

## Родина
Брат Ігор Ганущак був командиром взводу 24-ї окремої механізованої бригади імені короля Данила. Загинув 5 квітня 2024 року внаслідок отриманих на фронті поранень 